# Палац Паллавічіні
Палац Паллавічіні — палац у Відні, Австрія. Розташований на площі Йозефсплац під номером 5. Він належав шляхетній родині Паллавічіні. Раніше він був побудований і належав швейцарсько-австрійській банківській родині Фрісів, тому також відомий як Палац Фрісів як будинок графа Йоганна фон Фріса (а пізніше його сина графа Моріца фон Фріса, який його продав). Він був побудований на місці монастиря, зведеного Єлизаветою Австрійською, королевою Франції (вдовою короля Франції Карла IX), закритого в 1782 році (колишня монастирська церква зараз є Лютеранською міською церквою).

## Історія

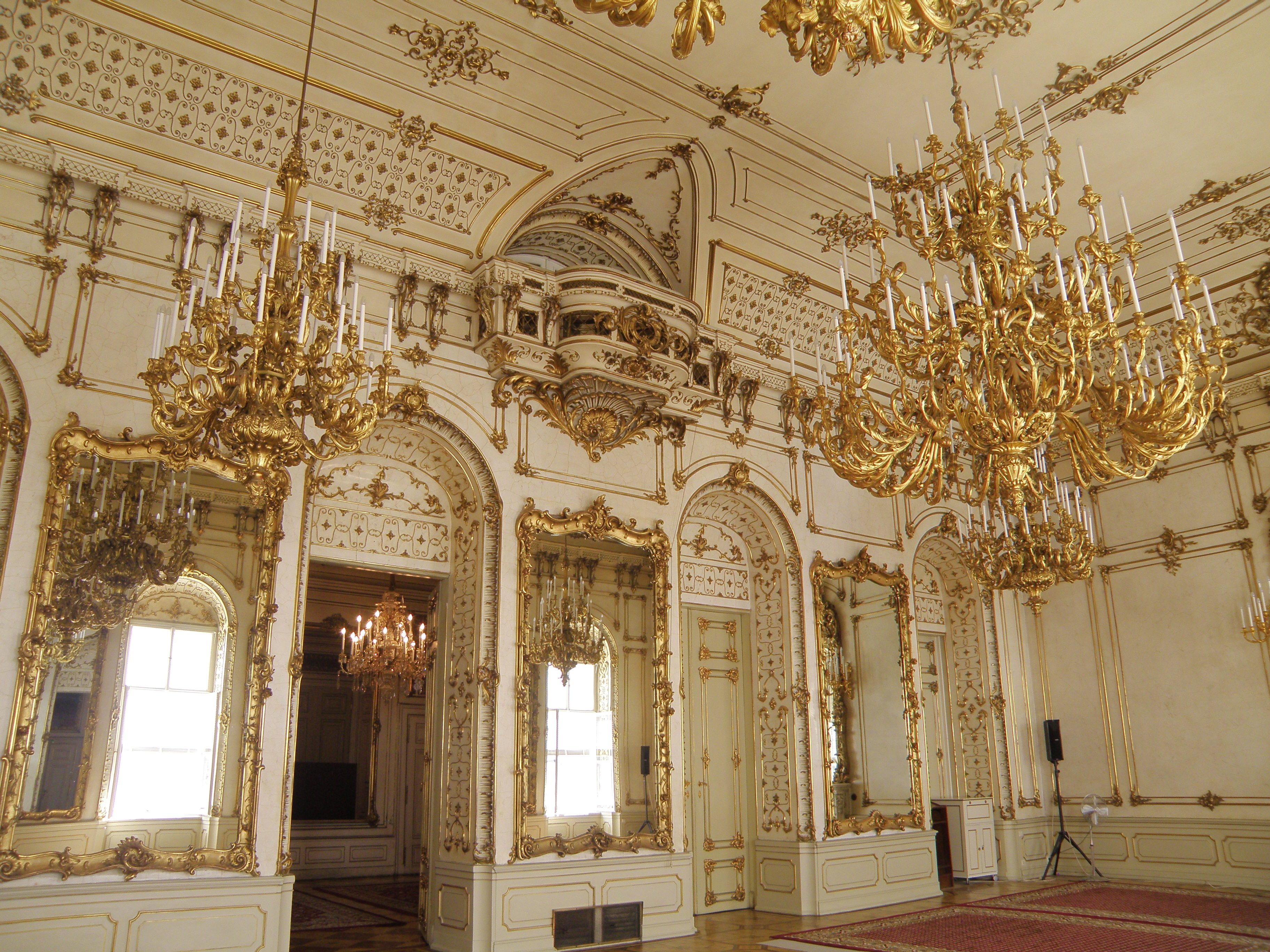
Бальна зала в палаці

Палац був побудований у 1784 році Йоганном Фердинандом Гецендорфом фон Гогенбергом у неокласичному стилі. Внутрішні приміщення позолочені, прикрашені ліпниною, кришталевими люстрами та дзеркалами. Вишукано інкрустована паркетна підлога виконана з дорогих порід дерева.
Палац Паллавічіні досі перебуває у сімейному володінні, а історичні кімнати були відреставровані. Палац можна орендувати для проведення урочистих заходів, зокрема конференцій, концертів, весільних прийомів та інших подій.

## У популярній культурі
Палац Паллавічіні був використаний у фільмі 1949 року «Третя людина» як локація квартири Гаррі Лайма, а також у фільмі 2013 року «Найкраща пропозиція» як локація квартири Вірджінії Олдман.